# Quá cảnh của Sao Kim, 1882

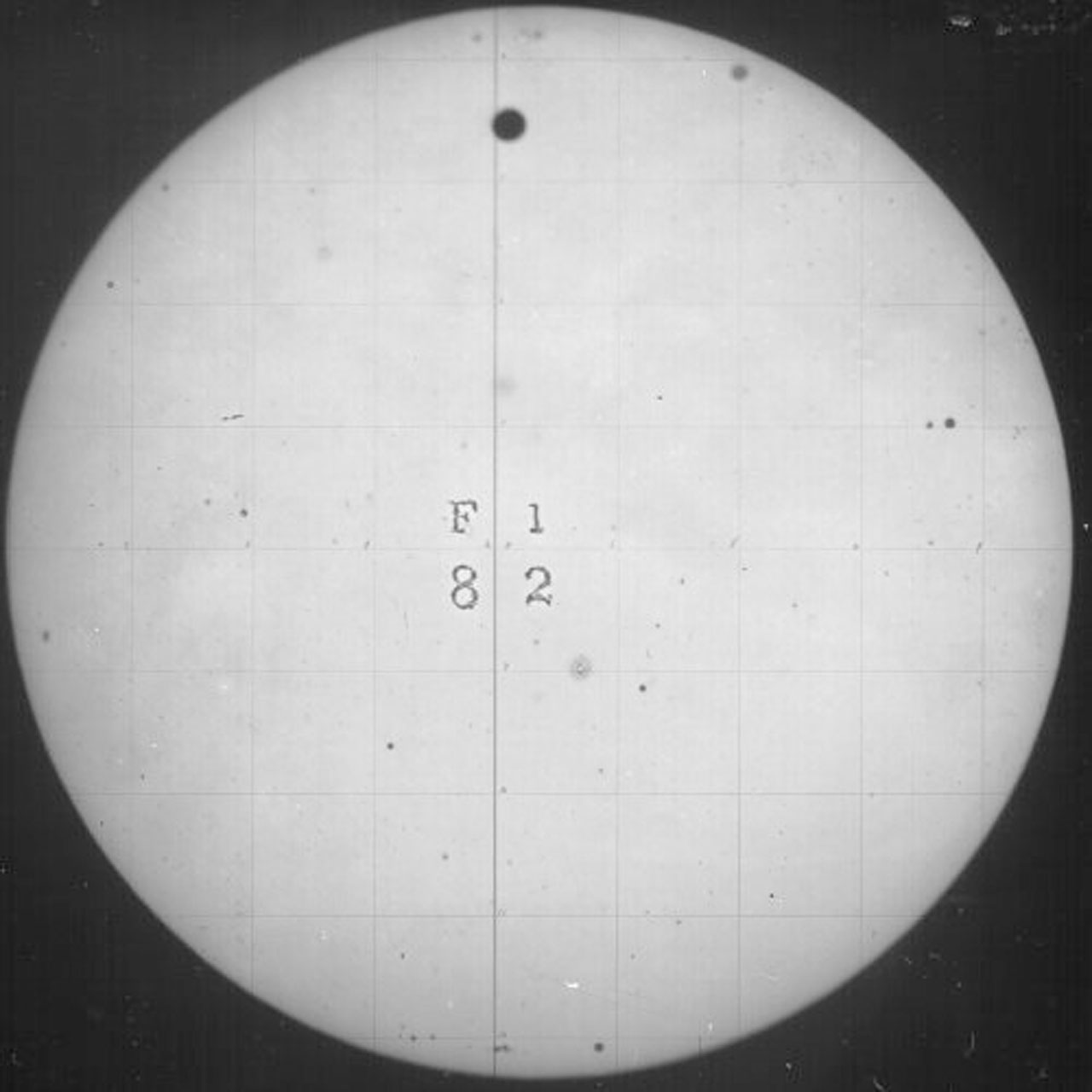
Quá cảnh sao Kim năm 1882

Quá cảnh của Sao Kim năm 1882, diễn ra vào ngày 6 tháng 12 năm 1882 (13:57 đến 20:15 UTC), là lần quá cảnh thứ hai và cuối cùng của Sao Kim trong thế kỷ 19, lần đầu tiên diễn ra tám năm trước đó vào năm 1874. Nhiều đoàn thám hiểm đã được các cường quốc châu Âu gửi đến để mô tả cả hai tập phim, tám trong số đó đã được phê duyệt và tài trợ vào năm 1882 bởi Quốc hội Hoa Kỳ.
Edward James Stone đã tổ chức các cuộc thám hiểm của Anh được gửi để quan sát quá cảnh. Stephen Joseph Perry và Chỉ huy Pelham Aldrich, với tư cách là đội trưởng của HMS Fawn, ông đã quan sát hiện tượng quá cảnh từ một đài quan sát lều ngẫu hứng ở Madagascar.
Jean-Charles Houzeau đã phát minh ra vào năm 1871 một máy đo góc với tiêu cự không bằng nhau. Để quan sát hiện tượng quá cảnh, ông đã tổ chức hai chuyến thám hiểm: một đến San Antonio, Texas và một đến Santiago de Chile. Hai cuộc thám hiểm đều có một bản sao của máy đo điện áp kế của Houzeau.

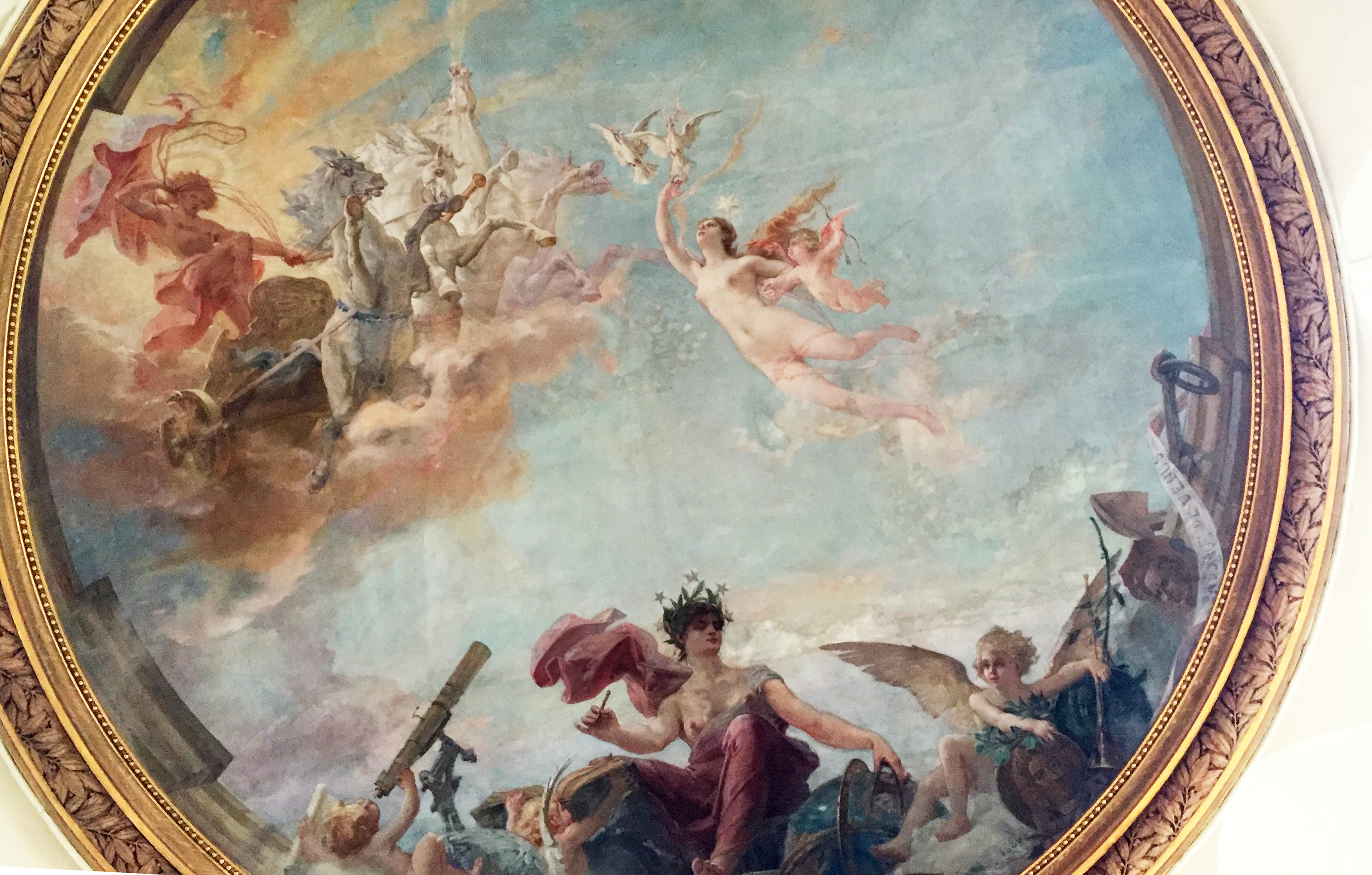
Một minh họa về quá cảnh của sao Kim năm 1882. Bức tranh tường trần trong Đài thiên văn Paris.

Viện Hàn lâm Khoa học Pháp đã tổ chức mười cuộc thám hiểm đến nhiều địa điểm khác nhau, bao gồm Florida, Mexico, Haiti, Martinique và Cape Horn. Đối với những quan sát của trung chuyển bởi các cuộc thám hiểm người Pháp, trong năm 1883 Viện Hàn lâm Khoa học Pháp trao chín Lalande Giải thưởng cho các nhà khoa học, trong đó có Jean Jacques Anatole Bouquet de La Grye (thủ lĩnh của đoàn thám hiểm đến Puebla, Mexico), Octave de Bernardières (lãnh đạo đoàn thám hiểm tới San Bernardo, Chile) và sĩ quan hải quân Georges-Ernest Fleuriais (lãnh đạo đoàn thám hiểm tới bờ biển của tỉnh Santa Cruz ở Patagonia).